# Olympus Mons
Olympus Mons (Latin theo tên Núi Olympus) là một núi lửa lớn trên Sao Hỏa. Ngọn núi này cao 25 km, gấp 3 lần đỉnh Everest và là ngọn núi cao nhất trong hệ Mặt Trời. Olympus Mons còn là ngọn núi lửa trẻ nhất trong số các núi lửa lớn trên Sao Hỏa, hình thành vào thời kỳ Amazonia. Olympus Mons được các nhà thiên văn học phát hiện từ cuối thế kỷ 19 dựa trên suất phản chiếu Nix Olympica (Latin nghĩa là "tuyết Olympus"). Tính chất núi vẫn còn là đều nghi ngờ trước khi các chuyến tàu thăm dò xác nhận nó là núi.
Núi lửa này nằm trên Sao Hỏa ở tọa độ khoảng 18°24′B 226°00′Đ / 18,4°B 226°Đ, về phía rìa tây bắc của Tharsis. Phần phía tây của núi lửa nằm trên Amazonis quadrangle (MC-8) và các phần trung tâm và đông nằm ở Tharsis quadrangle (MC-9). Hai hố thiên thạch trên Olympus Mons được đặt tên theo IAU là Karzok có đường kính 15,6 km (10 mi), (18°25′B 131°55′T / 18,417°B 131,917°T) và Pangboche crater có đường kính 10,4 km (6 mi), (17°10′B 133°35′T / 17,167°B 133,583°T). Các hố thiên thạch nổi tiếng được xem là do shergottite gây ra trong thời kỳ bắn phá mạnh nhất của thiên thạch Sao Hỏa.